# Ла-Кросс (Вашингтон)
Ла-Кросс (англ. La Crosse) — місто (англ. town) в США, в окрузі Вітмен штату Вашингтон. Населення — 297 осіб (2020).

## Географія
Ла-Кросс розташована за координатами 46°47′44″ пн. ш. 117°55′7″ зх. д. / 46.79556° пн. ш. 117.91861° зх. д. (46.795573, -117.918637).  За даними Бюро перепису населення США в 2010 році місто мало площу 2,01 км², уся площа — суходіл. В 2017 році площа становила 2,21 км², уся площа — суходіл.

### Клімат
| Клімат : Ла-Кросс                        | Клімат : Ла-Кросс | Клімат : Ла-Кросс | Клімат : Ла-Кросс | Клімат : Ла-Кросс | Клімат : Ла-Кросс | Клімат : Ла-Кросс | Клімат : Ла-Кросс | Клімат : Ла-Кросс | Клімат : Ла-Кросс | Клімат : Ла-Кросс | Клімат : Ла-Кросс | Клімат : Ла-Кросс | Клімат : Ла-Кросс |
| Показник                                 | Січ.              | Лют.              | Бер.              | Квіт.             | Трав.             | Черв.             | Лип.              | Серп.             | Вер.              | Жовт.             | Лист.             | Груд.             | Рік               |
| Абсолютний максимум, °C                  | 17,8              | 21,1              | 26,7              | 35,0              | 37,8              | 45,0              | 43,3              | 45,0              | 40,0              | 33,3              | 24,4              | 18,9              | 45,0              |
| Середній максимум, °C                    | 2,8               | 6,7               | 11,9              | 16,9              | 21,6              | 26,1              | 31,6              | 30,7              | 25,3              | 17,8              | 8,6               | 3,6               | 16,9              |
| Середній мінімум, °C                     | −4,8              | −2,5              | −0,2              | 2,0               | 5,1               | 8,4               | 10,9              | 10,2              | 6,4               | 2,0               | −0,9              | −3,6              | 2,7               |
| Абсолютний мінімум, °C                   | −34,4             | −34,4             | −17,8             | −13,3             | −7,2              | −3,3              | −1,1              | −2,2              | −9,4              | −16,1             | −27,2             | −36,7             | −36,7             |
| Норма опадів, мм                         | 47                | 36                | 35                | 28                | 27                | 25                | 9                 | 10                | 17                | 28                | 49                | 53                | 364               |
| Днів з опадами                           | 12                | 10                | 10                | 8                 | 7                 | 6                 | 3                 | 3                 | 4                 | 7                 | 11                | 13                | 94,0              |
| ---------------------------------------- | ----------------- | ----------------- | ----------------- | ----------------- | ----------------- | ----------------- | ----------------- | ----------------- | ----------------- | ----------------- | ----------------- | ----------------- | ----------------- |
| Джерело: Western Regional Climate Center |                   |                   |                   |                   |                   |                   |                   |                   |                   |                   |                   |                   |                   |

## Демографія
Згідно з переписом 2010 року, у місті мешкало 313 осіб у 153 домогосподарствах у складі 96 родин. Густота населення становила 156 осіб/км².  Було 181 помешкання (90/км²).
Расовий склад населення:
| - 95,8 % — білих - 0,6 % — корінних американців - 0,3 % — чорних або афроамериканців - 0,3 % — азіатів |

До двох чи більше рас належало 2,6 %. Частка іспаномовних становила 0,3 % від усіх жителів.
За віковим діапазоном населення розподілялося таким чином: 15,7 % — особи молодші 18 років, 54,3 % — особи у віці 18—64 років, 30,0 % — особи у віці 65 років та старші. Медіана віку мешканця становила 51,8 року. На 100 осіб жіночої статі у місті припадало 100,6 чоловіків;  на 100 жінок у віці від 18 років та старших — 97,0 чоловіків також старших 18 років.
Середній дохід на одне домашнє господарство  становив 60 070 доларів США (медіана — 41 641), а середній дохід на одну сім'ю — 77 168 доларів (медіана — 52 083). За межею бідності перебувало 14,0 % осіб, у тому числі 20,0 % дітей у віці до 18 років та 14,3 % осіб у віці 65 років та старших.
Цивільне працевлаштоване населення становило 130 осіб. Основні галузі зайнятості: сільське господарство, лісництво, риболовля — 23,1 %, освіта, охорона здоров'я та соціальна допомога — 19,2 %, транспорт — 11,5 %, роздрібна торгівля — 11,5 %.